# 花园网
花园网是花园网络技术公司的网站，该公司主要从事突破网络封锁软件的开发，主要软件GTunnel。该网站也提供一些法轮功系媒体报道的新闻链接。此软件已失效并停止官方更新维护，相关资源后期曾转移至自由门和无界，当时在自由门被封锁严重时，其gtalk模式和skype模式有时仍可使用。
现在则已经完全失效。

## 花园软件（Garden）
花园软件（Garden）是一款翻墙软件，已无法使用。下载至硬盘任意目录并解压。首次运行后，会对系统和Internet Explorer浏览器进行必要的设置，方便破网方式的切换。之后如果打开花园软件，只需在IE浏览器的任务条右击，在弹出菜单（如右图）中选择“运行Garden”即可，花园软件运行后会寻找3个海外代理，并弹出一个指向花园网网址的IE窗口，该窗口的IE图标是绿色，表示正通过花园软件代理进行破网访问。没有通过花园代理的IE窗口，其IE图标为蓝色。任何IE窗口都可以通过上述操作的弹出菜单中进行切换。此外，花园软件对一些境外封锁网址自动进行切换至破网方式下。
如果使用其它浏览器（如Mozilla Firefox，Opera或IE7）访问，需自己手动设置代理127.0.0.1:8081即可。
用户可以从托盘弹出菜单中找到的3个服务器中进行切换。
花园软件目前只有Windows下的版本，现已无法使用。

## 花园透明代理（Garden G2）
同花园软件类似，但原理不同，使用方法有细微不同，现已无法使用。

## GTunnel
GTunnel是一个基于 Windows 操作系统的破网软件。它作为一个本地的 HTTP 或 SOCKS 代理服务器 运行，把用户的网络通讯加密后转发到 GTunnel 服务器上，帮助用户保护隐私和言论自由。通过 Wine, GTunnel 也可以在 GNU/Linux 上运行。
GTunnel 提供了多种传输模式，可以直接连接到 Global Information Freedom 公司的服务器，或通过 Skype 或 Tor 的 P2P 网络转发后再传输到服务器。较新的版本也可以使用 GTalk 网络转发，通过这种方式传输不需要安装额外的软件。
2007年发布的最新客户端软件，后来没有更新，已无法使用。启用新的通信协议，增加Socks代理支持，除标准模式外，增加Skype和Tor两种新的工作模式，增强突破封锁能力。这是产品被用于逐渐取代还在使用的另外两款产品Garden和Garden G2。
与其它突破封锁软件不同，GTunnel提供Internet Explorer局部代理方式，即打开多个Internet Explorer实例，一部分通过GTunnel代理，其他则可以不通过代理继续访问本地或者中国大陆的服务器，两种情况在Internet Explorer窗口标识。
GTunnel运行时可以在窗口中显示实时流量图。
GTunnel可以通过Wine在Linux上运行。